# Ci vuole un fiore (programma televisivo)
Ci vuole un fiore è stato un programma televisivo italiano di genere varietà, in onda su Rai 1 dall’8 aprile 2022 al 21 aprile 2023 con la conduzione di Francesco Gabbani affiancato nella prima edizione da Francesca Fialdini.

## Storia del programma
Il programma prende il nome dalla celeberrima canzone omonima di Sergio Endrigo del 1974 e tratta temi di ecosostenibilità concentrandosi su alcune gravi emergenze della Terra; chiamando a raccolta artisti, studiosi, scienziati e realtà giovani impegnate per migliorare la salute del pianeta partendo dalle azioni semplici e quotidiane, Francesco Gabbani prova a portare all'attenzione di tutti i problemi più importanti della transizione ecologica ancora troppo poco conosciuti, il tutto unendo la leggerezza del varietà con la serietà del tema in questione e attraverso un linguaggio diretto ma efficace.
Lo studio del programma garantisce al pubblico un'esperienza totalmente immersiva nella bellezza della natura; sono presenti anche una band e un corpo di ballo.
Nell'estate 2023, sempre nell'intento di provare a sensibilizzare il pubblico, attraverso parole e musica, sulle tematiche legate all'ambiente, Gabbani ha realizzato un tour di concerti live avente lo stesso titolo del programma televisivo.
Le puntate vengono replicate nel palinsesto estivo 2024 la domenica pomeriggio.

## Edizioni
| Puntata | Messa in onda | Telespettatori | Share  | Ospiti |
| ------- | ------------- | -------------- | ------ | --- |
| 1       | 8 aprile 2022 | 2 701 000      | 15,20% | Piero Angela, Arisa, Maccio Capatonda, Carlo Cottarelli, Fulminacci, Gilberto Gil, Flavio Insinna, Michela Giraud, Stefano Mancuso, Morgan, Luca Parmitano, Giorgio Parisi, Massimo Ranieri, Elena Sofia Ricci, Tananai, Ornella Vanoni |

| Puntata | Messa in onda  | Telespettatori | Share  | Ospiti |
| ------- | -------------- | -------------- | ------ | --- |
| 1       | 14 aprile 2023 | 2 223 000      | 13,45% | Ornella Vanoni, Levante, Nino Frassica, Francesco Arca, Giusy Buscemi, Mr. Rain, Alfa                                                 |
| 2       | 21 aprile 2023 | 2 072 000      | 13,10% | Stefania Sandrelli, Roberto Vecchioni, Nino Frassica, Chiara Francini, Rosa Chemical, Laura Chiatti, Mario Tozzi, Lorenzo Biagiarelli |
| Media   | Media          | 2 147 000      | 13,27% | |

| Edizione | Anno | Stagione  | Programmazione | Programmazione | Programmazione | Programmazione | Programmazione | Programmazione | Programmazione | Totale         | Totale | Premiere       | Premiere | Finale         | Finale |
| Edizione | Anno | Stagione  | L              | M              | M              | G              | V              | S              | D              | Telespettatori | Share  | Telespettatori | Share    | Telespettatori | Share  |
| -------- | ---- | --------- | -------------- | -------------- | -------------- | -------------- | -------------- | -------------- | -------------- | -------------- | ------ | -------------- | -------- | -------------- | ------ |
| 1ª       | 2022 | primavera |                |                |                |                |                |                |                | 2 701 000      | 15,20% | –              | –        | –              | –      |
| 2ª       | 2023 | primavera | 2 147 000      | 13,27%         | 2 223 000      | 13,45%         | 2 072 000      | 13,10%         |                |                |        |                |          |                |        |